# Област Кроја
Област Кроја (алб. Rrethi i Krujës) је једна од 36 области Албаније. Има 64.000 становника (процена 2004), и површину од 372 km². У средишту је земље, а главни град је Кроја. Међу другим значајнијим местима у овој области су Фуше-Кроја, Мамурас, и Милот.
Обухвата општине: Бубћ, Кодр-Туман, Круј (Кроја), Никљ, Фуш-Круј, Хасан и Цуди.